# Waidmannsfeld
Waidmannsfeld è un comune austriaco di 1 542 abitanti nel distretto di Wiener Neustadt-Land, in Bassa Austria.